# Костров, Борис Алексеевич
Борис Алексеевич Костров (1912 — 10 марта 1945 — русский советский поэт, участник Великой Отечественной войны.

## Биография
Борис Алексеевич Костров родился в 1912 году в Петербурге, в семье конторского служащего Путиловского завода. Учился в трудовой школе. Работал на фабрике имени Володарского.
Вскоре после начала Великой Отечественной войны Борис Костров добровольцем пошёл в Красную Армию. Участвовал в боях на Волховском, Калининском фронтах, в Карелии. Был трижды ранен. В 1943 году был направлен в танковое училище, окончив которое через год, вернулся на фронт. Сражался в составе 958-го лёгкого самоходного артиллерийского полка 5-й армии 3-го Белорусского фронта.
По данным ОБД «Мемориал» командир СУ-76 младший лейтенант Борис Алексеевич Костров убит в бою 10 марта 1945 года. Похоронен в братской могиле в Кройцбурге, ныне посёлок Славское Багратионовского района Калининградской области.
При жизни поэта вышел сборник стихов «Заказник».

## Источник
Бенина М., Семёнова Е. Советские поэты, павшие на Великой Отечественной войне. — Академический Проект, 2005. — 576 с. — ISBN 5-7331-0320-5.